# Rémy Principe

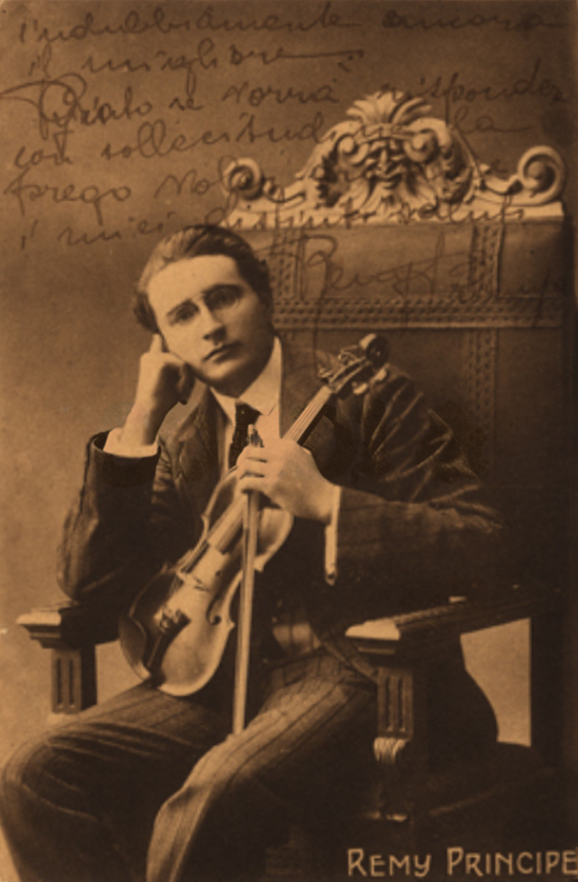
Rémy Principe (1918)

Rémy Principe (eigentlich Remigio Principe, * 25. August 1889 in Venedig; † 5. Dezember 1977 in Rom) war ein italienischer Komponist, Violinist und Musikpädagoge. Neben seiner Tätigkeit als Solist leistete er bei der Gründung der ersten italienischen Kammerorchester ab 1947 wertvolle Arbeit.

## Leben und Werk
Rémy Principe studierte bei Francesco de Guarnieri in Venedig. Er absolvierte Aufbaustudien bei Theodor Kilian in München und bei Lucien Capet in Paris.
Von 1928 bis 1942 wirkte er als Konzertmeister des Orchesters des Augusteo in Rom. Während dieser Zeit bildete er mit dem Pianisten Nino Rossi (1895–1952) und dem Cellisten Benedetto Mazzacurati das Trio Italiano. Zusammen mit Ettore Gandini, Giuseppe Matteucci und Luigi Chiarappa gründete er das Quartetto Italiano. Weitergehend ar er an der Gründung der Kammerorchester I Virtuosi di Roma und 1952 I Musici di Roma beteiligt.
Er begann als Violinpädagoge in Pesaro, führte diese Laufbahn ab 1921 an der Accademia di Santa Cecilia in Rom, von 1945 bis 1946 an der Accademia Musicale Chigiana in Siena und 1947 in Ankara fort, ehe er an die Academia Nazionale di Santa Cecilia in Rom zurückkehrte und 1956 schließlich an das Konservatorium von Venedig wechselte. Rémy Principe spielte bei des Ausbildung einer ganzen Generation italienischer Violinisten eine entscheidende Rolle.
Er gab zusammen mit Giulio Pasquali das Lehrwerk Il violino (Mailand 1926, Neuauflage 1951) heraus. Er gab eine eigene Bearbeitungen der 40 études ou caprices für Violine von Rodolphe Kreutzer heraus. Er schrieb zwei Violinkonzerte, eine Suite für Violine und Orchester sowie Stücke für Violine und Klavier.